# Петко Војнић Пурчар
Петко Војнић Пурчар (Суботица, 16. фебруар 1939 – Петроварадин, 7. јун 2017) био је југословенски и српски писац, новинар, филмски сценариста и режисер великог броја кратких филмова.
Писао је поезију, драме, приповетке и романе. Драме су му изведене на позорницама у Осијеку и Суботици. Дела су му преведена на више језика. За свој рад добио је бројне награде, мећу којима је и престижна НИН-ова награда 1997. за роман Дом све даљи.

## Биографија
Петко Војнић Пурчар рођен је као Петар Војнић Пурчар 1939. године у хрватској породици у Суботици, где је завршио основну школу и гимназију.
Дипломирао је компаративну књижевност на Филолошком факултету у Београду 1963, а у Паризу специјализовао мултимедијалну режију. Предавао је на Педагошкој академији у Суботици, а касније у Новом Саду радио као просветни саветник. Од 1973. био је уредник на Радио-телевизији Војводине, све до 1991. године када је отишао у инвалидску пензију. Последње године живота провео је са супругом, песникињом и есејистом Јасном Мелвингер у Петроварадину.
Пурчар је био уредник часописа Руковет и Класја наших равни из Суботице. Од 1984. до 1986. био председник Друштва књижевника Војводине. Био је почасни члан Матице српске, члан Хрватског друштва писаца, Хрватског П.Е.Н. центра и неколико хрватских удружења у Војводини.

## Награде
Петко Војнић Пурчар добитник је многих награда и признања међу којима су:
- Награда „Печат вароши сремскокарловачке”, за песму „Сидро времена”, 1967.
- Прва награда за телевизијску драму Телевизије Београд
- НИН-ова награда, за роман Дом све даљи, 1977.
- Награда „Карољ Сирмаи”, за књигу приповедака Прстеновани гавран, 1983.
- Октобарска награда Новог Сада за збирку песама Сол у вјетру, 1985.[2]
- Државно признање Републике Хрватске за допринос очувању и развоју хрватске културе у Војводини, 2009.
- Награда „Балинт Вујков Дида”, за животно дело у области књижевности, 2009.
- Награда за животно дело Друштва књижевника Војводине, 2014.[4]

Бројне су и награде које су добили филмови на чијем је сценарију Пучар сарађивао: златна плакета на 13. Фестивалу аматерског филма Србије 1968. за филм Земља, земља..., сребрна плакета 1968. за документарни филм Сликари на Тиси (аутори Петко Војнић Пурчар, Мирко Пот и Јован Штрицки), пулска Арена, Златни медвед на берлинском филмском фестивалу за категорију филм у целини за филм Рани радови и друге.

## Књижевни рад
Књижевношћу је Пурчар почео да се бави крајем 50-их година и већ првом збирком новела Светови и сатови из 1967. постигао је запажен успех. Касније је објавио више збирки приповедака, неколико романа, а писао је и драмске текстове, филмске сценарије и режирао. Есеје и записе скупио је у књизи Отворени атеље из 2004. Писао је на хрватском језику, чиме је допринео континуитету писане хрватске речи на простору Војводине. Писао је и поезију
У својим песмама имао је савремени, модерни песнички израз и облик. Често је користио метафоричне ликове, нарација му понегде наликује филмској, а мотиви су питања која највише дотичу савременог човека. Песме су му мотивисане прошлошћу роднога краја у трагању за феноменима постанка. У прозним делима се посветио приказу судбина Хрвата у Панонској низији, посебно у родној Бачкој. Његов приповедачки свет везан је за панонско поднебље. Простор где се дешавају његове приче је свет малих градоваа, равничарских салаша и села. Пурчареве повести су једна врста споја лирске и епске природе приповедања, са сижеима који се тичу љубави, сукоба са средином, судбине интелектуалца или обичног човека у процепима свакодневног живота. Спада у ред најплоднијих и најбољих прозаика хрватске књижевности у Војводини.
Мирослав Крлежа за њега јее рекао да припада писцима европског круга (Е. Ченгић, Разговори с Крлежом). За роман Дом све даљи 1977. године добио је престижну НИН-ову награду. Дела су му преведена на више језика. Заступљена су у шеснаест антологија, међу којима и у Златној књизи хрватског пјесништва од почетака до данас (Загреб, 1970).

## Рад на филму и у позоришту
Петко Војнић Пурчар писао је и драмске текстове, филмске сценарије и режирао. На радио таласима емитоване су 43 његове радио-драме у Србији, Словачкој, Хрватској, Аустрији, Немачкој и Француској. Драме су му изведене и у позориштима у Осијеку и Суботици.
Био је сценариста и режисер неколико кратких документарних филмова:
- Голубари (1968)
- Посне године - Године родне (1970)
- Један драматичан дан код другарице Вере и госпође Анђе (1970)
- Љубав нас је одржала (1971)[7]

Заједно са Желимиром Жилником и Бранком Вучићевићем радио је на сценарију за Жилников филм Рани радови из 1969. године, који је исте године добио Златног медведа на Берлинском филмском фестивалу.